# Столяров, Владимир Иванович
Влади́мир Ива́нович Столяро́в (род. 31 июля 1934) — советский и российский дипломат.

## Биография
Окончил Московский государственный институт международных отношений (МГИМО) МИД СССР (1963) и Курсы усовершенствования руководящих дипломатических работников при Дипломатической академии МИД СССР (1980). Кандидат исторических наук.
С 21 марта 1991 по 4 апреля 1997 года — чрезвычайный и полномочный посол СССР, затем Российской Федерации в Республике Кабо-Верде.

## Дипломатический ранг
- Чрезвычайный и полномочный посланник 1 класса (21 марта 1991)[3].

## Семья
Женат.